# Військові звання Сербії
Тут наведено перелік військових звань, що використовуються у збройних силах Сербії.

## Сухопутні війська

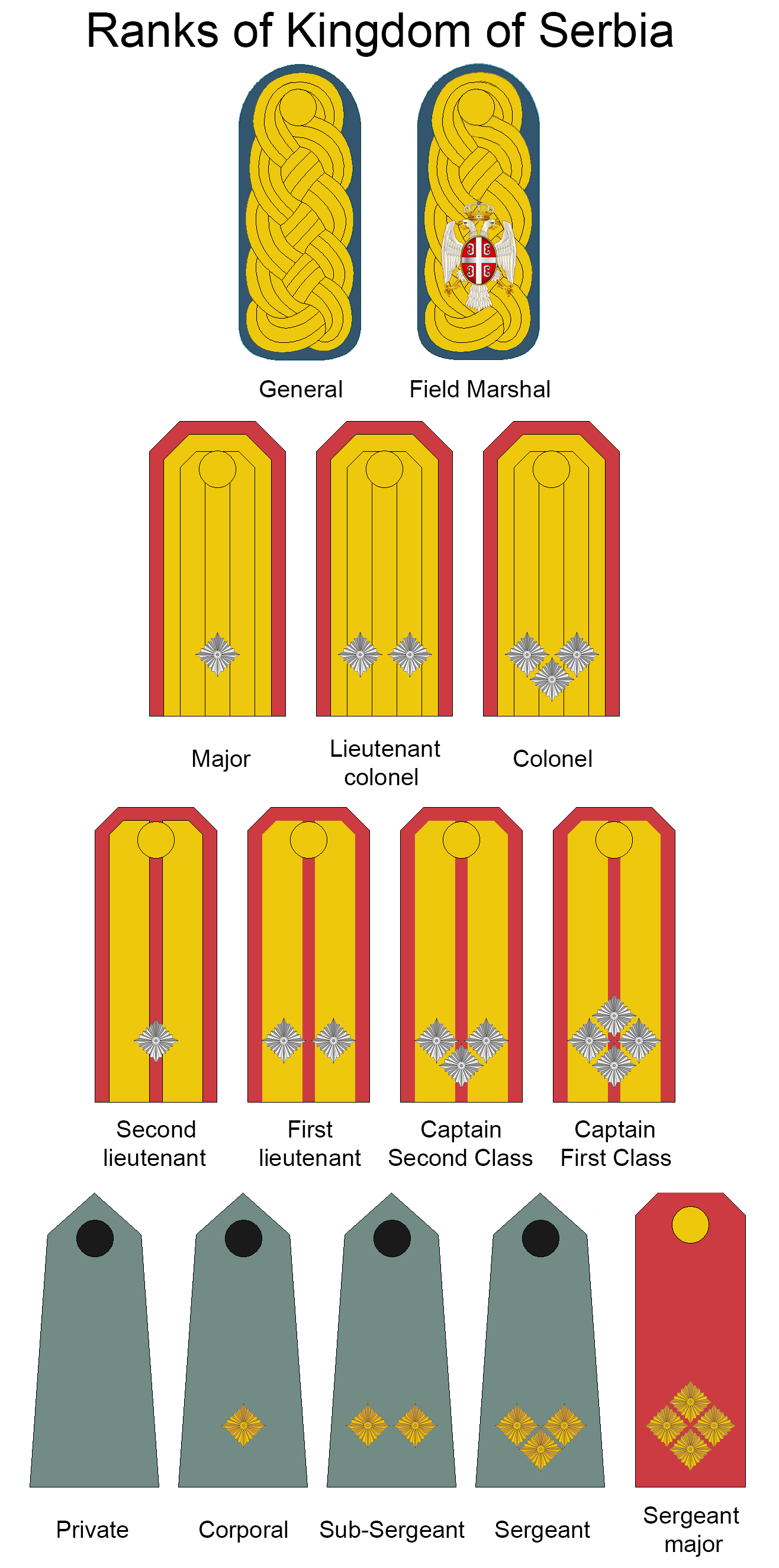
Structure of the Military ranks of Kingdom of Serbia (until 1918)

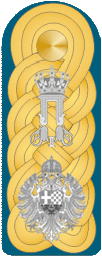
Спеціальна фельдмаршальська відзнака Короля Югославії із династичним гербом та монаршою монограмою

### Офіцери
| Код НАТО      | OF-10            | OF-10            | OF-10            | OF-10            | OF-9    | OF-9    | OF-8                 | OF-7           | OF-6             | OF-6             | OF-5     | OF-5        | OF-4        | OF-3  | OF-3  | OF-2               | OF-2    | OF-1    | OF-1     | OF-1        | OF(D)       | OF(D)            | OF(D)            | Student Officer  | Student Officer  | Student Officer  |                  |
| ------------- | ---------------- | ---------------- | ---------------- | ---------------- | ------- | ------- | -------------------- | -------------- | ---------------- | ---------------- | -------- | ----------- | ----------- | ----- | ----- | ------------------ | ------- | ------- | -------- | ----------- | ----------- | ---------------- | ---------------- | ---------------- | ---------------- | ---------------- | ---------------- |
| Сербія (Ред.) | Без відповідника | Без відповідника | Без відповідника | Без відповідника |         |         |                      |                |                  |                  |          |             |             |       |       |                    |         |         |          |             |             | Без відповідника | Без відповідника | Без відповідника | Без відповідника | Без відповідника | Без відповідника |
| Сербія (Ред.) | Без відповідника | Без відповідника | Без відповідника | Без відповідника | Генерал | Генерал | Генерал- потпуковник | Генерал- мајор | Бригадни генерал | Бригадни генерал | Пуковник | Потпуковник | Потпуковник | Мајор | Мајор | Капетан прве класе | Капетан | Капетан | Поручник | Потпоручник | Потпоручник | Без відповідника | Без відповідника | Без відповідника | Без відповідника | Без відповідника | Без відповідника |

### Старшини та солдати
| Код НАТО      | OR-9                 | OR-9                 | OR-9                 | OR-9                 | OR-9                 | OR-9                 | OR-8      | OR-8      | OR-7                      | OR-7                      | OR-6           | OR-6           | OR-6           | OR-6           | OR-6           | OR-6           | OR-5              | OR-5   | OR-5   | OR-5   | OR-5   | OR-5   | OR-4   | OR-4         | OR-3         | OR-3    | OR-2    | OR-2    | OR-2    | OR-2    | OR-2    | OR-2      | OR-1      | OR-1         |
| ------------- | -------------------- | -------------------- | -------------------- | -------------------- | -------------------- | -------------------- | --------- | --------- | ------------------------- | ------------------------- | -------------- | -------------- | -------------- | -------------- | -------------- | -------------- | ----------------- | ------ | ------ | ------ | ------ | ------ | ------ | ------------ | ------------ | ------- | ------- | ------- | ------- | ------- | ------- | --------- | --------- | ------------ |
| Сербія (Ред.) |                      |                      |                      |                      |                      |                      |           |           |                           |                           |                |                |                |                |                |                |                   |        |        |        |        |        |        |              |              |         |         |         |         |         |         |           |           | Без відзнаки |
| Сербія (Ред.) | Заставник прве класе | Заставник прве класе | Заставник прве класе | Заставник прве класе | Заставник прве класе | Заставник прве класе | Заставник | Заставник | Старији водник прве класе | Старији водник прве класе | Старији водник | Старији водник | Старији водник | Старији водник | Старији водник | Старији водник | Водник прве класе | Водник | Водник | Водник | Водник | Водник | Водник | Млађи водник | Млађи водник | Десетар | Десетар | Десетар | Десетар | Десетар | Десетар | Разводник | Разводник | Војник       |

## Повітряні сили

### Офіцери
| Код НАТО      | OF-10            | OF-10            | OF-10            | OF-10            | OF-9    | OF-9    | OF-8                 | OF-7           | OF-6             | OF-6             | OF-5     | OF-5        | OF-4        | OF-3  | OF-3  | OF-2               | OF-2    | OF-1    | OF-1     | OF-1        | OF(D)       | OF(D)            | OF(D)            | Student Officer  | Student Officer  | Student Officer  |                  |
| ------------- | ---------------- | ---------------- | ---------------- | ---------------- | ------- | ------- | -------------------- | -------------- | ---------------- | ---------------- | -------- | ----------- | ----------- | ----- | ----- | ------------------ | ------- | ------- | -------- | ----------- | ----------- | ---------------- | ---------------- | ---------------- | ---------------- | ---------------- | ---------------- |
| Сербія (Ред.) | Без відповідника | Без відповідника | Без відповідника | Без відповідника |         |         |                      |                |                  |                  |          |             |             |       |       |                    |         |         |          |             |             | Без відповідника | Без відповідника | Без відповідника | Без відповідника | Без відповідника | Без відповідника |
| Сербія (Ред.) | Без відповідника | Без відповідника | Без відповідника | Без відповідника | Генерал | Генерал | Генерал- потпуковник | Генерал- мајор | Бригадни генерал | Бригадни генерал | Пуковник | Потпуковник | Потпуковник | Мајор | Мајор | Капетан прве класе | Капетан | Капетан | Поручник | Потпоручник | Потпоручник | Без відповідника | Без відповідника | Без відповідника | Без відповідника | Без відповідника | Без відповідника |

### Старшини та солдати
| Код НАТО      | OR-9                 | OR-9                 | OR-9                 | OR-9                 | OR-9                 | OR-9                 | OR-8      | OR-8      | OR-7                      | OR-7                      | OR-6           | OR-6           | OR-6           | OR-6           | OR-6           | OR-6           | OR-5              | OR-5   | OR-5   | OR-5   | OR-5   | OR-5   | OR-4   | OR-4         | OR-3         | OR-3    | OR-2    | OR-2    | OR-2    | OR-2    | OR-2    | OR-2      | OR-1      | OR-1         |
| ------------- | -------------------- | -------------------- | -------------------- | -------------------- | -------------------- | -------------------- | --------- | --------- | ------------------------- | ------------------------- | -------------- | -------------- | -------------- | -------------- | -------------- | -------------- | ----------------- | ------ | ------ | ------ | ------ | ------ | ------ | ------------ | ------------ | ------- | ------- | ------- | ------- | ------- | ------- | --------- | --------- | ------------ |
| Сербія (Ред.) |                      |                      |                      |                      |                      |                      |           |           |                           |                           |                |                |                |                |                |                |                   |        |        |        |        |        |        |              |              |         |         |         |         |         |         |           |           | Без відзнаки |
| Сербія (Ред.) | Заставник прве класе | Заставник прве класе | Заставник прве класе | Заставник прве класе | Заставник прве класе | Заставник прве класе | Заставник | Заставник | Старији водник прве класе | Старији водник прве класе | Старији водник | Старији водник | Старији водник | Старији водник | Старији водник | Старији водник | Водник прве класе | Водник | Водник | Водник | Водник | Водник | Водник | Млађи водник | Млађи водник | Десетар | Десетар | Десетар | Десетар | Десетар | Десетар | Разводник | Разводник | Војник       |

## Річкова флотилія
Незважаючи на те що Сербія не має виходу до моря, вона утримує невелику річкову флотилію приблизно у 15 суден на Дунаї.

### Офіцери
| Код НАТО      | OF-10            | OF-10            | OF-10            | OF-10            | OF-9    | OF-9    | OF-8          | OF-7            | OF-6    | OF-6    | OF-5                 | OF-5            | OF-4            | OF-3            | OF-3            | OF-2                  | OF-2             | OF-1             | OF-1             | OF-1        | OF(D)       | OF(D)            | OF(D)            | Student Officer  | Student Officer  | Student Officer  |                  |
| ------------- | ---------------- | ---------------- | ---------------- | ---------------- | ------- | ------- | ------------- | --------------- | ------- | ------- | -------------------- | --------------- | --------------- | --------------- | --------------- | --------------------- | ---------------- | ---------------- | ---------------- | ----------- | ----------- | ---------------- | ---------------- | ---------------- | ---------------- | ---------------- | ---------------- |
| Сербія (Ред.) | Без відповідника | Без відповідника | Без відповідника | Без відповідника |         |         |               |                 |         |         |                      |                 |                 |                 |                 |                       |                  |                  |                  |             |             | Без відповідника | Без відповідника | Без відповідника | Без відповідника | Без відповідника | Без відповідника |
| Сербія (Ред.) | Без відповідника | Без відповідника | Без відповідника | Без відповідника | Адмирал | Адмирал | Вице- адмирал | Контра- адмирал | Комодор | Комодор | Капетан бојног брода | Капетан фрегате | Капетан фрегате | Капетан корвете | Капетан корвете | Поручник бојног брода | Поручник фрегате | Поручник фрегате | Поручник корвете | Потпоручник | Потпоручник | Без відповідника | Без відповідника | Без відповідника | Без відповідника | Без відповідника | Без відповідника |

### Старшини та солдати
| Код НАТО      | OR-9                 | OR-9                 | OR-9                 | OR-9                 | OR-9                 | OR-9                 | OR-8      | OR-8      | OR-7                      | OR-7                      | OR-6           | OR-6           | OR-6           | OR-6           | OR-6           | OR-6           | OR-5              | OR-5   | OR-5   | OR-5   | OR-5   | OR-5   | OR-4   | OR-4         | OR-3         | OR-3    | OR-2    | OR-2    | OR-2    | OR-2    | OR-2    | OR-2      | OR-1      | OR-1         |
| ------------- | -------------------- | -------------------- | -------------------- | -------------------- | -------------------- | -------------------- | --------- | --------- | ------------------------- | ------------------------- | -------------- | -------------- | -------------- | -------------- | -------------- | -------------- | ----------------- | ------ | ------ | ------ | ------ | ------ | ------ | ------------ | ------------ | ------- | ------- | ------- | ------- | ------- | ------- | --------- | --------- | ------------ |
| Сербія (Ред.) |                      |                      |                      |                      |                      |                      |           |           |                           |                           |                |                |                |                |                |                |                   |        |        |        |        |        |        |              |              |         |         |         |         |         |         |           |           | Без відзнаки |
| Сербія (Ред.) | Заставник прве класе | Заставник прве класе | Заставник прве класе | Заставник прве класе | Заставник прве класе | Заставник прве класе | Заставник | Заставник | Старији водник прве класе | Старији водник прве класе | Старији водник | Старији водник | Старији водник | Старији водник | Старији водник | Старији водник | Водник прве класе | Водник | Водник | Водник | Водник | Водник | Водник | Млађи водник | Млађи водник | Десетар | Десетар | Десетар | Десетар | Десетар | Десетар | Разводник | Разводник | Војник       |

## Військова академія
| Підофіцери | Студент Старшина першого класуСтарији водник прве класе | Студент СтаршинаСтарији водник | Студент СержантВодник            |
| Солдати    | Студент Молодший сержантМлађи водник                    | Студент КапралДесетар          | Студент Молодший капралРазводник |

## Військова гімназія
| Військові звання | Учень Молодший сержантМлађи водник | Учень КапралДесетар | Учень Молодший капралРазводник |

## Історичні звання

### Сухопутні війська

#### Генерали
Пред першою світовою війною у Сербії існувало лише три військові звання: Генерал (від 1872), Генерал армії (від 1900 до 1901) та Воєвода (від 1901). Чотири звання були введені у Королівстві Сербів Хорватів та Словенців у 1923 та залишались до 1945. Були тільки два типи погонів: із двоголовим орлом та гербом Королівства СХС або Югославії для Воєводи та без них для всіх інших генеральських звань. Різні ранги генералів позначались гострими шестикутними зірками на манжетах. Крім того, основа тканини для погонів генерала армії (було почесним званням починаючи з 1900-1901) та дивізійного генерала була світло-блакитна і в кольорі роду військ для бригадного генерала. Протягом середньовіччя, воєвода (серб. Vojvoda) був військовим командувачем та шляхетним званням. Під час Балканських воєн та Першої світової війни цей титул використовувався для позначення найвищого військового звання у сербській армії, а пізніше і у королівській югославській армії (вище генерала - як еквівалент фельдмаршала у інших арміях). Це звання було введене законом про Організацію війська Королівства Сербія у 1901 році. Воно надавалося лише під час війни за: особливі заслуги генералів. Перший фельдмаршал отримав підвищення за Великим військовим указом Королівства Сербія 20 жовтня 1912 року. За весь час лише чотири людини офіційно носили це звання: Радомир Путник (отримав у 1912), Степа Степанович (1914), Живоін Мишич (1914) та Петар Бойович (1918). Почесне звання, але не військовий ранг мали також чорногорський генерал Янко Вукотич (1915) та французький генерал Луї Франше д'Еспере (1921). Після об'єднання Королівства Сербія у Королівство СХС (пізніше Королівство Югославія) більше не було підвищення офіцерів до звання фельдмаршала. Король Югославії мав звання Верховного головнокомандувача та носив спеціальний однострій фельдмаршала.

##### У СХС та Югославії
| Звання          | Воєвода                     | Генерал армії                     | Дивізійний генерал                    | Бригадний генерал                 |  |
| --------------- | --------------------------- | --------------------------------- | ------------------------------------- | --------------------------------- |  |
|                 |                             |                                   |                                       |                                   |  |
| Назва сербською | Бојни Војвода Bojni Vojvoda | Армијски ђенерал Armijski đeneral | Дивизијски ђенерал Divizijski đeneral | Бригадни ђенерал Brigadni đeneral |  |

#### Офіцери
| Звання          | Полковник         | Підполковник            | Майор       | Капітан, 1 класу                | Капітан, 2 класу                  | Лейтенант         | Молодший лейтенант      |
| --------------- | ----------------- | ----------------------- | ----------- | ------------------------------- | --------------------------------- | ----------------- | ----------------------- |
|                 |                   |                         |             |                                 |                                   |                   |                         |
| Назва сербською | Пуковник Pukovnik | Потпуковник Potpukovnik | Мајор Major | Капетан I класе Kapetan I klase | Капетан II класе Kapetan II klase | Поручник Poručnik | Потпоручник Potporučnik |

#### Старшини (Тільки у СХС та Югославії)
| Звання          | Сержант-майор, 1 класу                          | Сержант-майор, 2 класу                            | Сержант-майор, 3 класу                              |  |
| --------------- | ----------------------------------------------- | ------------------------------------------------- | --------------------------------------------------- |  |
|                 |                                                 |                                                   |                                                     |  |
| Назва сербською | Наредник-Водник I класе Narednik-Vodnik I klase | Наредник-Водник II класе Narednik-Vodnik II klase | Наредник-Водник III класе Narednik-Vodnik III klase |  |

#### Солдати
| Звання          | Сержант           | Молодший сержант        | Капрал        | Рядовий     |  |
| --------------- | ----------------- | ----------------------- | ------------- | ----------- |  |
|                 |                   |                         |               |             |  |
| Назва сербською | Наредник Narednik | Поднаредник Podnarednik | Каплар Kaplar | Редов Redov |  |

## Зовнішні посилання
- Serbian Armed Forces official rank structure
- Military ranks of Serbia - uniforminsignia.org [Архівовано 4 березня 2016 у Wayback Machine.]